# Johan van Twist

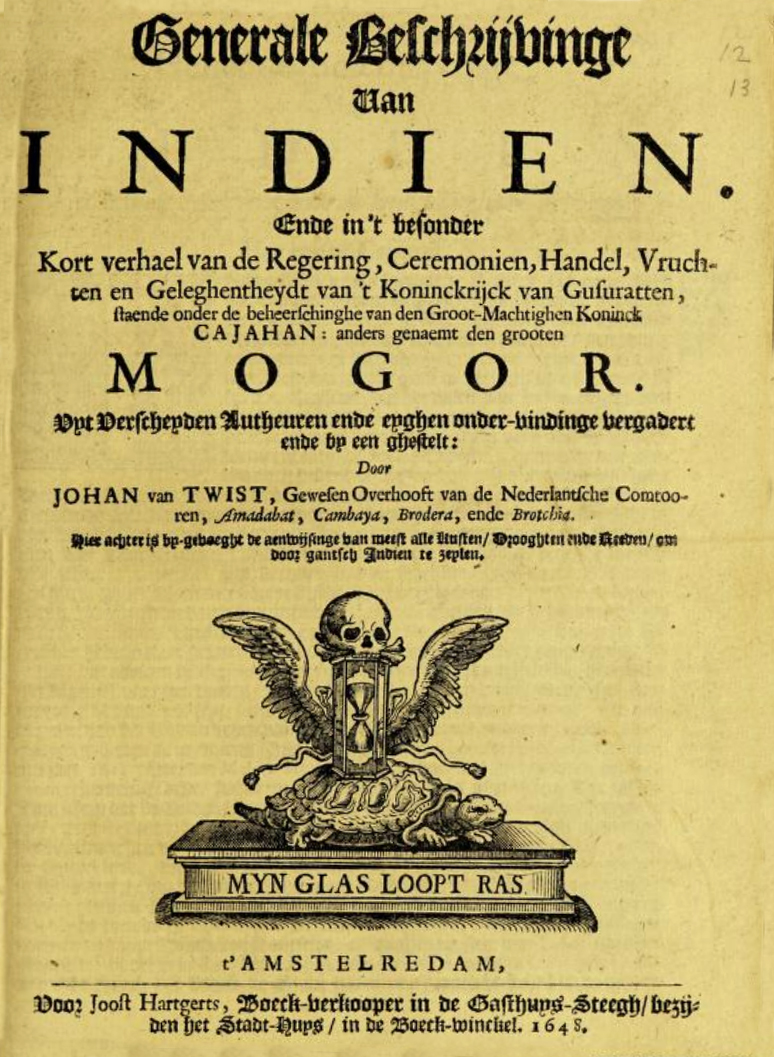
Titelpagina van het boek over Gujarat van Johan van Twist.

Johan van Twist (Middelburg? - Batavia, 3 november 1643) was een Nederlandse koopman en gezant van de VOC. Hij werd het meest bekend door de postume uitgifte van een boek over Gujarat, dat meerdere malen herdrukt en vertaald werd.
Van Twist begon zijn loopbaan in de vestigingen van de VOC in Gujarat in het noordwesten van India. In november 1632 werd hij in Suratte door Philip Lucasz benoemd tot opperkoopman en secunde van Jacob van der Graeff, die de gestorven directeur Jan van Hasel opvolgde. In mei 1634 werd hij opperhoofd van de factorij in Agra. In deze streken heerste toen een epidemie onder de bevolking waardoor de handel goeddeels kwam stil te vallen. In 1635 was hij opperhoofd van de kantoren Ahmedabad, Cambay (het huidige Khambhat), Baroda (Vadodara) en Brootchia (Bharuch), die door het gebrek aan handel vervolgens moesten worden opgeheven. Toen Van Twist een tekort in de boekhouding bleek te hebben werd hij beschuldigd van 'knoeierij' en werd hij opgeroepen naar Batavia. Daar kon hij echter zijn onschuld bewijzen zodat hij begin 1636 werd vrijgesproken. Daarna werd hij benoemd tot fiscaal op de vloot van Jacob Cooper die in augustus 1636 naar het Portugese Goa voer om de haven van die stad tijdens het vaarseizoen te blokkeren (tot april 1637). Het was de eerste blokkadevloot die gouverneur-generaal Antonio van Diemen uitzond in zijn strijd tegen de Portugezen. Eenmaal voor Goa moest Van Twist als het mogelijk was een ambassade ondernemen naar het hof van sultan Mohammed Adil Shah van Visiapour (Bijapur), op wiens grondgebied Goa zich bevond. Hij kreeg daarvoor geschenken mee. Het doel was een firman (koninklijke vergunning) voor tolvrije handel en een militair verbond tegen de Portugezen.

## Ambassade naar Bijapur

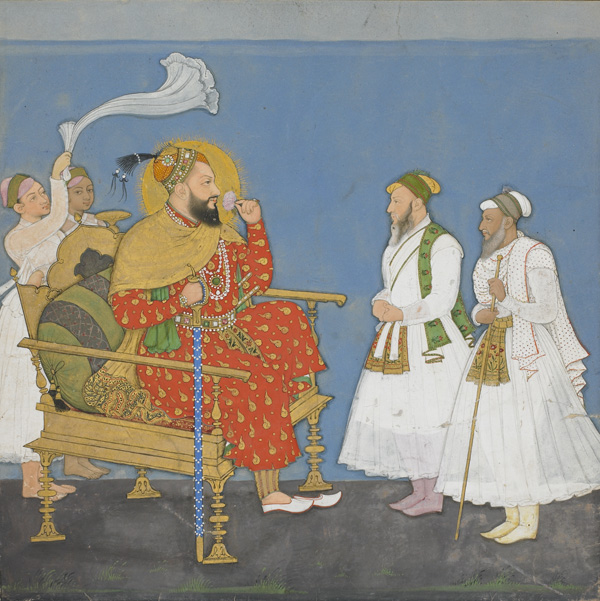
Mohammed Adil Shah van Bijapur met hovelingen.

De blokkadevloot kwam in december bij Goa aan. Van Twist verliet de vloot op de 31e met het schip Egmont en het jacht Voorburch en werd afgezet in Daboel (het huidige Dabhol), de haven van Bijapur. De gouverneur van die stad, Pier Mamet geheten, ontving hem hartelijk en stuurde bericht naar het hof om zijn komst aan te kondigen. Op 30 januari ving hij de tocht naar de hoofdstad aan, ongeveer 300 kilometer landinwaarts. In zijn dagboek noteerde hij alle dorpen die hij onderweg passeerde. Op 13 februari doemden de muren van de stad Bijapur op, en enkele dagen later had hij een ontmoeting met de sultan en zijn ervaren eerste minister Mustafa Khan. De onderhandelingen werden gevoerd in het Portugees met hulp van een Portugees sprekende Engelsman die als kanonnier in dienst van de sultan was. Van Twist beschreef de sultan later als volgt: 'Den Coninck Idelxa is een cort, redelijck ghemaeckt ende lijvich man, out ongevaer 24 jaren, zwart, wit, ende bleeck van aengezichte, minnelijck van spreecken ende zeer lieftallich, zo tegens de vreemdelingen, als teghens sijn onderdaenen'.
De sultan zegde de VOC vrije handel toe en beloofde om in september, bij het arriveren van de volgende blokkadevloot, met een leger Goa van de landzijde aan te vallen als de VOC dat deed vanaf zee. Van Twist ontmoette aan het hof ook een gezant van de Mogolkeizer Sjah Jahan, en hij woonde een groot Hindoeïstisch feest bij. Op zijn afscheidsaudiëntie op 15 maart schonk hij de sultan twee pistolen en kreeg hij het gebruikelijke gouden erekleed (een khilat) omgehangen. Op 28 maart was hij terug aan de kust bij Vengurla, waar de vloot eerder voedsel en drinkwater had verkregen. Hier richtte hij een factorij op, de VOC-loge te Vengurla, bemand door de onderkoopman Pieter Paets en een assistent. Vervolgens keerde hij met de vloot van Cooper naar Batavia terug.

## VOC-loge in Vengurla

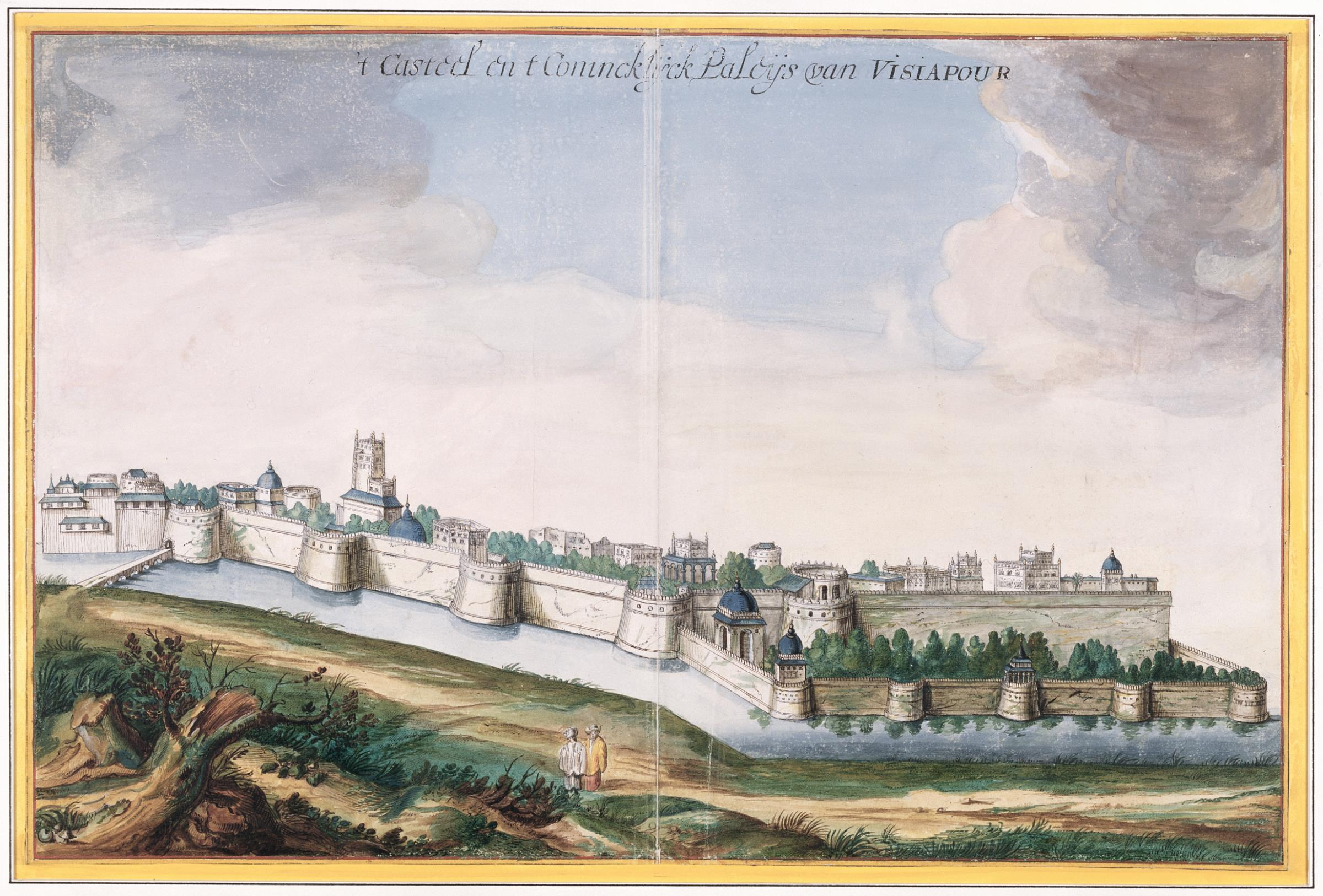
Bijapur ca. 1665.

Ook in de tweede blokkadevloot van Goa van 1637-1638 onder bevel van Adam Westerwoldt was Van Twist fiscaal, met de bedoeling dat hij weer als gezant naar Bijapur zou gaan. Bij aankomst op de rede van Goa in oktober ging hij eerst naar Vengurla om bij Paets te informeren naar de stand van zaken. De handel daar liep goed. In november ging hij met de vice-admiraal Willem Jacobsz. Coster naar Suratte. Van daar ondernam hij opnieuw een ambassade naar Bijapur om te besluiten tot een gezamenlijke aanval op Goa. De sultan zei hem echter de gewenste troepen niet te kunnen leveren omdat Bijapur aangevallen werd door het leger van Aurangzeb, zoon van Sjah Jahan. Daar had hij zijn voltallige leger voor nodig. Van een aanval op Goa zou het verder ook nooit komen.
De Heren XVII waren verheugd met het verbond dat Van Twist gesloten had. Bijapur werd beschouwd als het op één na machtigste rijk in India, na het Mogolrijk. Van Twist stuurde een 'tygerinne' als geschenk naar de stadhouder en prins van Oranje Frederik Hendrik. Van de Heren XVII kreeg hij als beloning voor zijn diensten 2500 gulden, en 200 gulden voor de tijgerin. Hij werd benoemd tot extra-ordinair lid van de Raad van Indië in Batavia, en nam daar in 1640 enkele maanden deel aan de vergaderingen. Op 19 november kreeg hij het bevel over het beleg van het Portugese Malakka, dat in augustus begonnen was door Cooper maar was uitgedraaid op een slijtageslag. Zowel Cooper als zijn opvolger majoor Adriaen Anthonisz waren zoals veel anderen door ziekte en ontbering gestorven.

## Gouverneur van Malakka

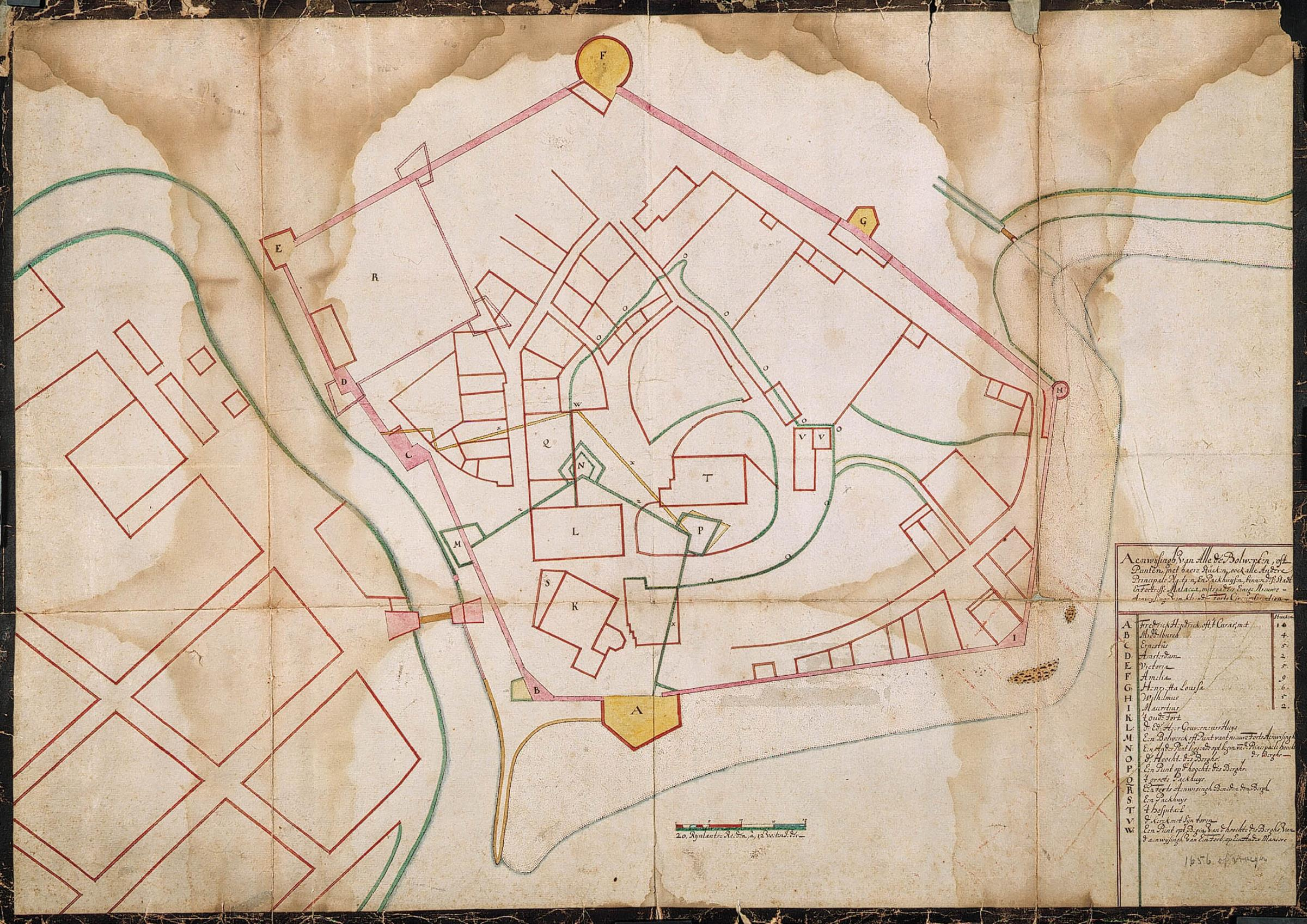
'Plan van alle de bolwerken ofte punten, oock alle andere principale plaetsen en Packhuysen binnen de stadt en fortresse Malacca enz. 1656'.

Van Twist vertrok op 1 december vergezeld van de commissaris Joost Schouten en gezanten van de sultan van Atjeh naar Malakka en kwam daar op 31 januari aan. Daar bleek de stad juist de 14e na een stormaanval veroverd te zijn onder leiding van de schipper Minne Willemsz. Caertekoe. Die was wegens ziekte inmiddels opgevolgd door sergeant-majoor Jean Lamotte/Johannes Lamotius. Van Twist werd in februari 1641 de eerste VOC-gouverneur van Malakka. Van het hoogste belang was het herstellen van de vestingwerken met het oog op een eventuele poging tot herovering door de Portugezen. Een van zijn eerste politieke maatregelen was het instellen van een college van schepenen. In augustus sloot hij een verdrag met het nabij gelegen Naning. Met het ook naburige sultanaat van Johor, een oude bondgenoot, onderhield hij goede betrekkingen. Van de sultan kreeg hij brieven 'uijt onverbreeckelijcke vruntschap, soo lange de son en de maen haer schijnsel geven sal'. Samen met Schouten deed Van Twist zijn best om het sultanaat Atjeh met dat van Johor te verzoenen, maar dat lukte niet, ook al reisde Schouten zelf naar Atjeh. Aan de Portugese handel was een flinke klap uitgedeeld maar Malakka onder VOC-bestuur was daarmee van het begin af aan omringd door bondgenoten die een hekel aan elkaar hadden.

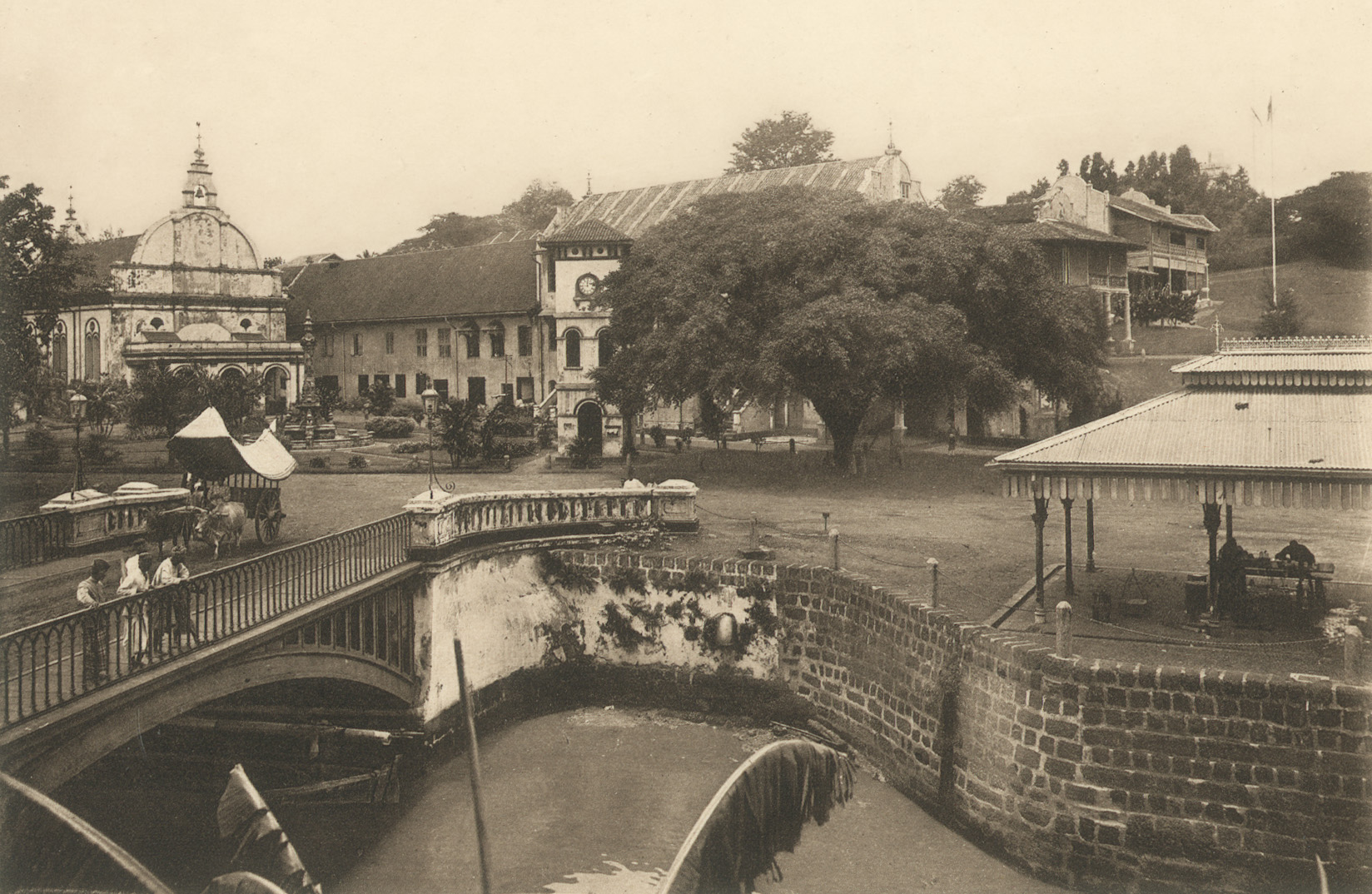
Nederlands Malakka ca. 1900.

Schouten vaardigde een groot aantal plakkaten uit 'om disordre te weeren' en snel een goed bestuur in te stellen in de zwaar beschadigde en geplunderde stad. Ook probeerde hij zoekgeraakte buit van de verovering te achterhalen, waarmee hij zich bij velen impopulair maakte. Ook Van Twist mengde zich hierin. Aangezien er in feite twee kapiteins op één schip waren kreeg hij het al spoedig aan de stok met Schouten, waarbij Van Twist uiteindelijk het onderspit delfde. Hij beschuldigde Schouten en Caertekoe ervan te profiteren van de ongeveer 1600 Portugezen die na de verovering in Malakka waren achtergebleven. Ze zouden hen tegen betaling bevoordeeld hebben. Hij schreef brieven aan Van Diemen en de Raad van Indië, echter in bewoordingen die volgens de Raad 'aen d' H' Gouverneur Generael en Raden van India te schrijven niet betamelijck zijn'. Ook kreeg hij ruzie met de fiscaal Gerrit Herberts, die hij vanwege 'diversche fauten en sorchloose versuijmen' terug naar Batavia stuurde met het 'versoeck desselfs fauten exemplaerlijck gestraft mochten werden', klagende 'veel affronten van desselfs gemael soude geleden hebben'. De Raad kreeg klachten van de opperkoopman Jan Verpoorten en de predikant Johannes Loosvelt dat vanwege Van Twists 'hoochmoedigh doen de ommegangh onverdraeghlijck is'. De Raad verweet Van Twist het 'favorabel avanceren van diverse onwaerdige persoonen', zoals zijn jonge neef Jacob Jacobsz. van Twist die van adelborst in één keer vaandrig werd, en de zeilmaker Herman Simonsz, die Van Twists tijgerin had verzorgd en tot schipper was benoemd terwijl Schouten hem 'nog een heel dom jong man' vond. Van Twist werd in september 1642, zijn naam eer aandoende, om zijn 'questien, crackelen en geschillen' door Van Diemen teruggeroepen naar Batavia. Hij werd vervangen door Jeremias van Vliet, die in december het gouvernement overnam.

## Batavia
Op 17 december schreef Van Twist nog een uitgebreid rapport aan de Heren XVII waaruit blijkt dat hij nog niet wist dat hij definitief vervangen was, ofwel dacht dat hij opnieuw benoemd zou worden. In januari 1643 in Batavia aangekomen beschuldigde hij ook de Raad van Indië van fraude in verband met de oorlogsbuit van Malakka, waarop hij zich moest verantwoorden voor de Raad van Justitie. In maart deed deze uitspraak. Hij komt in het Crimineel Sententieboek van de Raad van Justitie in dat jaar voor als: 'Johan van Twist, Extra-ordinair raad, gewese Gouverneur van Mallacca, gesuspendeert van zijn ampt, qualiteyt, gagie en randsoen'. Niet veel later overleed hij in Batavia, op 3 november van dat jaar.
Johan van Twist was getrouwd met Petronella van den Bosch, en had zeker een zoontje dat tijdens zijn gouverneurschap in Malakka overleed. Voor zijn dochter Johanna werd na haar overlijden op 12 juni 1644 in de Sint-Paulskerk van Malakka een rouwbord opgehangen.
Na zijn dood werd in 1648 zijn verhandeling over Gujarat uitgegeven: Generale Beschryvinge van Indiën. Ende in’t besonder een kort verhael van ’t Koninckrijck van Guseratten, staende onder den Grooten Mogor, waarin hij bestaande beschrijvingen aanvulde met zijn eigen observaties.

## Het schilderij van Weenix
Lang is gedacht dat Johan van Twist en zijn ambassade te zien waren op een schilderij van Jan Baptist Weenix dat in 1953 aangekocht werd door het Rijksmuseum. Het toont een groep ruiters met Nederlandse vlaggen aan een onbekende kust. De leider draagt een gouden mantel. Op de achtergrond liggen Nederlandse schepen voor een havenstad, die Goa zou kunnen zijn. Sinds 2009 is men echter van mening dat het schilderij de ambassade toont van Joan Cunaeus naar Isfahan in 1651.

## Werken
Twist, J. van (1643) Generaele beschrijvinghe van Indien. Ende in 't bysonder. Kort verhael van de regering, ceremonien, handel, vruchten en gelegentheyt van 't koninckrijck Gusuratten, staende onder de beheerschinge van den groot-machtigen koninck Caiahan: anders genaemt den grooten Mogor. Uyt verscheyden autheuren ende eyghen onder-vindinghe vergadert ende by een gestelt ... Amsterdam, Hendrick Doncker 1651.
- Bibliothèque nationale de France: cb12974917m (data)
- Gemeinsame Normdatei: 142634883
- International Standard Name Identifier: 0000 0000 8506 3799
- Virtual International Authority File: 122766639